# Север (име)
Север је мушко хришћанско име. Потиче из латинског Severus што значи „строг”, „озбиљан”. Друго тумачење је да је назив стране света, односно благог поветарца постао и лично име. Сродно име је Северин. У Русији, ово име се јавља тек након 2000. и то као необично име за ту земљу, заједно са именима Ветар, Делфин или Русија.